# Phascolosorex dorsalis
La musaraña marsupial de banda estrecha (Phascolosorex dorsalis) es una especie de marsupial dasiuromorfo de la familia Dasyuridae conocida del interior de Nueva Guinea, extremos oriental y occidental.